# دييجو ديلا فالي
ديجو ديلا فالي (بالإيطالية: Diego Della Valle)‏ ملياردير ورجل أعمال إيطالي، ومالك نادي فيورنتينا الإيطالي لكرة القدم. ازداد يوم 30 ديسمبر 1953 في سانت البيدو أ مار.

## الحياة العاطفية
تزوج من المهندسة باربارا بيستيلي والتي أشرفت على بناء العمارة الرئيسية لمجموعة تود، وله معها ابن. كما له ابن آخر في زواجه الأول. 
قام باقتناء فيلا في مدينة كابري، وكذلك فندق خاص في باريس. 

## انظر ايضاً
- قائمة ملاك أندية كرة القدم الإيطالية

## روابط خارجية
- دييجو ديلا فالي على موقع مونزينجر (الألمانية)